# Deutsche Auswärtige Kultur- und Bildungspolitik
Die Auswärtige Kulturpolitik, vollständig Auswärtige Kultur- und Bildungspolitik, kurz „AKBP“, bezeichnet die Kulturdiplomatie der Bundesrepublik Deutschland.

## Begriffsgeschichte
Der Begriff der (auswärtigen) Kulturpolitik wurde maßgeblich vom Leipziger Kulturhistoriker Karl Lamprecht mitgeprägt, der 1912 die vielbeachtete Rede „Über auswärtige Kulturpolitik“ auf der Tagung des 1911 gegründeten Verbandes für internationale Verständigung zu Heidelberg hielt. Einem Zitat des ehemaligen (1966–1969) deutschen Außenministers Willy Brandt folgend, wird sie im politischen Sprachgebrauch schlagwortartig als dritte Säule der deutschen Außenpolitik bezeichnet, neben den beiden weiteren Säulen, der klassischen Außenpolitik und der Außenwirtschaftspolitik. Inzwischen wurde der Begriff der Auswärtigen Kulturpolitik auf den der Auswärtigen Kultur- und Bildungspolitik erweitert, wobei Bildung auch den internationalen Wissenschaftstransfer mit einschließt.
Zutreffend daran ist, dass sie in den siebziger und achtziger Jahren des vorigen Jahrhunderts in der Tat ein Drittel des Haushalts des Auswärtigen Amtes beanspruchte.

## Aufgaben
Zu den Zielen der deutschen Auswärtigen Kulturpolitik gehört, dass die Zielgruppen im Ausland das aktuelle kulturelle Leben oder die deutsche Sprache durch kulturelle Angebote, Sprachkurse oder die Nutzung von Bibliotheken mit deutschsprachigen Medien kennenlernen können. Eine weitere Variante sind weltweit empfangbare Fernseh-, Radio- oder Internetprogramme aus und über Deutschland, die sich in ihrer Programmgestaltung und durch Fremdspracheneinsatz bewusst an das Ausland richten (Deutsche Welle). Außerdem wird der internationale Kulturaustausch gefördert, indem Veranstaltungen z. B. in den Bereichen Literatur, Film, Theater, Tanz, Bildende Kunst, Musik, Archäologie, Architektur, Design oder Mode konzipiert und realisiert werden. Hinzu kommt die Vermittlungs- und Verbindungsarbeit zwischen kulturellen Instituten, Fachleuten und Künstlern in Deutschland und im jeweiligen Gastland, mit dem Ziel des Auf- und Ausbaus von Netzwerken in den Kulturlandschaften, den Kunstszenen oder den Kreativwirtschaften.
Auf völkerrechtlicher Ebene hat Deutschland über 100 Kulturabkommen mit anderen Staaten abgeschlossen.
Im Zeitalter der Globalisierung dient die Auswärtige Kultur- und Bildungspolitik, die dem Bedarf an finanziellen Mitteln und know-how entsprechend besonders ressourcenträchtig von Industriestaaten wie Deutschland, Großbritannien, Frankreich, und anderen betrieben wird, auch dem Wettbewerb um hochqualifizierte Wissenschaftler. Hierfür werden Stipendien vergeben und Hochschulpartnerschaften unterstützt. (DAAD) Residenzprogramme sind ein weiteres Format, Künstler und Wissenschaftler zu vernetzen.
Ein weiteres, regionalbezogenes Arbeitsgebiet umfasst die Aktivitäten im Rahmen der kulturellen Zusammenarbeit mit Entwicklungs- und Transformationsländern. Hierzu werden Programme der Kapazitätenentwicklung und Professionalisierung, etwa für Journalisten und Künstler, angeboten. Die 2008 vom Auswärtigen Amt ins Leben gerufene Aktion Afrika ist in diesem auch als „Kultur und Entwicklung“ geläufigen Bereich ein zusätzliches Aktionsfeld. Kooperationen der Mittlerorganisationen der Auswärtigen Kultur- und Bildungspolitik mit den Durchführungsorganisationen der deutschen Entwicklungspolitik sowie Nichtregierungsorganisationen sind größtenteils noch punktuell, einer Intensivierung wird aber seit 2006 nachgegangen.

## Organisation
Gestaltet wird die Auswärtige Kultur- und Bildungspolitik des deutschen Staates vor allem durch die vom Auswärtigen Amt finanzierten Kulturmittler:
- Das Goethe-Institut vermittelt deutsche Sprache und Kultur im In- und Ausland durch 157 Goethe-Institute in 98 Ländern[7] und ist die in Bezug auf sein Netzwerk und die damit erreichten Zielgruppen größte Organisation der deutschen Auswärtigen Kulturpolitik.
- Das Institut für Auslandsbeziehungen (ifa), die älteste deutsche Mittlerorganisation für den internationalen Kulturaustausch mit Sitz in Stuttgart und in Berlin, engagiert sich weltweit für Kunstaustausch, den Dialog der Zivilgesellschaften und die Vermittlung außenkulturpolitischer Informationen.
- Die Zentralstelle für das Auslandsschulwesen des Bundesamtes für Auswärtige Angelegenheiten betreut die Deutschen Auslandsschulen und das Deutsche Sprach Diplom-Programm (DSD).
- Der Deutsche Akademischer Austauschdienst (DAAD) fördert Studium und Forschung in Deutschland und im Ausland
- Die Alexander von Humboldt-Stiftung fördert internationale Forschungskooperationen durch die Vergabe von Stipendien und Preisen.
- Das Deutsche Archäologische Institut fördert archäologische Forschung und Zusammenarbeit mit dem Ausland
- Der Pädagogische Austauschdienst (PAD) organisiert den internationalen Austausch im schulischen Bereich.
- Die Deutsche UNESCO-Kommission gilt als die nationale „Präsenz der UNESCO in Deutschland“, wenngleich sie eine von der UNESCO unabhängige Organisation ist.

- Das Haus der Kulturen der Welt in Berlin fungiert als Forum und Vermittlungsstelle für die internationalen zeitgenössischen Künste und erhält eine Regelförderung vom Auswärtigen Amt sowie vom Bundesbeauftragten für Kultur und Medien.
- Das Bundesinstitut für Berufsbildung genießt als Forschungseinrichtung der nationalen wie internationalen Berufsbildung ebenfalls die Förderung der AKBP.

Laut der Internetseite des AA sind auch die politischen Stiftungen, die Kulturstiftung des Bundes, die Max Weber Stiftung, die Stiftung „Erinnerung, Verantwortung und Zukunft“ sowie private beziehungsweise unternehmensnahe Stiftungen und zivilgesellschaftliche Organisationen Partner des Auswärtigen Amts im Rahmen der Auswärtigen Kultur- und Bildungspolitik.
Anders als in der Außenpolitik der übrigen Staaten soll der Einsatz von diesen nicht staatlichen Kulturmittlern den Aktionsfeldern der deutschen Auswärtigen Kultur- und Bildungspolitik ein regierungsunabhängiges Maß an Handlungsfähigkeit sichern. Diese Konstruktion trägt dem Umstand Rechnung, dass zu Zeiten der Gleichschaltungspolitik der NSDAP, von 1933 bis 1945, die Kulturpolitik nicht nur dem Reichspropagandaministerium unterstellt, sondern an den propagandistischen Zielen des NS-Staates ausgerichtet war und zum Instrument der nationalsozialistischen Auffassung von „deutscher Kultur“ und der Diskriminierung politisch Andersdenkender sowie insbesondere der deutschen jüdischen Kultur herabgesunken war. Der Grundsatz, dass der Staat kulturelle oder bildungsbeogene Angebote zwar finanziert, aber ihre Durchführung nicht-staatlichen Akteuren überlässt, entspricht weiterhin der historisch gewachsenen und nach dem Zweiten Weltkrieg in der Bundesrepublik wieder eingeführten Trennung der Förderung bzw. Trägerschaft einer vielfältigen und bürgernahen Kulturlandschaft.
Im Auswärtigen Amt bestehen in der Abteilung für Kultur und Kommunikation mehrere untergeordnete Referate, um die unterschiedlichen Kulturkreise zu berücksichtigen und die Zusammenarbeit mit den Mittlerorganisationen zu koordinieren. Im Einzelnen sind dies unter anderen das Referat 01 für Kultur- u. Medienbeziehungen Europa, USA, Kanada, Russland, Türkei, Zentralasien, Kaukasus, Deutsche Minderheiten im Ausland, das Rererat 02 für Kultur- und Medienbeziehungen Afrika, Asien, Australien, Pazifik, Lateinamerika und Karibik, das Referat 03 für Multilaterale Kultur- u. Medienpolitik (EU, Europarat), Kulturgutschutz, Rückführungsfragen, das Rererat 04 für Hochschulen, Wissenschaft und Forschung, das Rererat 05 für Auslandsschulen und Sport, sowie das Ref. 606 für das Goethe-Institut, Institut für Auslandsbeziehungen (ifa), deutsch-ausländische Kulturgesellschaften; Künste, Literatur, Film sowie überregionale Kulturprojekte.
| Leiter der Kulturabteilung im Auswärtigen Amt |                                   |             |                   |
| Nr.                                           | Name                              | Amtsantritt | Ende der Amtszeit |
| 1                                             | Friedrich Stieve                  | 1932        | 1939              |
| 2                                             | Fritz von Twardowski              | 1939        | 1943              |
| 3                                             | Rudolf Salat, kommissarisch       | 1951        | 1955              |
| 4                                             | Heinz Trützschler von Falkenstein | 1955        | 1959              |
| 5                                             | Dieter Sattler                    | 1959        | 1965              |
| 6                                             | Luitpold Werz                     | 1966        | 1969              |
| 7                                             | Hans Georg Steltzer               | 1970        | 1972              |
| 8                                             | Hans Arnold                       | 1972        | 1977              |
| 9                                             | Kurt Müller                       | 1977        | 1983              |
| 10                                            | Barthold C. Witte                 | 1983        | 1991              |
| 11                                            | Lothar Wittmann                   | 1992        | 1995              |
| 12                                            | Hans-Bodo Bertram                 | 1995        | 1998              |
| 13                                            | Albert Spiegel                    | 1998        | 2002              |
| 14                                            | Wilfried Grolig                   | 2002        | 2007              |
| 15                                            | Martin Kobler                     | 2007        | 2010              |
| 16                                            | Werner Wnendt                     | 2010        | 2012              |
| 17                                            | Andreas Görgen                    | 2014        | 2021              |
| 18                                            | Ralf Beste                        | 2022        |                   |